# Ludwinów (gromada w powiecie chełmskim)
Ludwinów – dawna gromada, czyli najmniejsza jednostka podziału terytorialnego Polskiej Rzeczypospolitej Ludowej w latach 1954–1972.
Gromady, z gromadzkimi radami narodowymi (GRN) jako organami władzy najniższego stopnia na wsi, funkcjonowały od reformy reorganizującej administrację wiejską przeprowadzonej jesienią 1954 do momentu ich zniesienia z dniem 1 stycznia 1973, tym samym wypierając organizację gminną w latach 1954–1972.
Gromadę Ludwinów z siedzibą GRN w Ludwinowie utworzono – jako jedną z 8759 gromad na obszarze Polski – w powiecie chełmskim w woj. lubelskim na mocy uchwały nr 7 WRN w Lublinie z dnia 5 października 1954. W skład jednostki weszły obszary dotychczasowych gromad Stawek wieś, Stawek kol., Ludwinów i Sewerynów ze zniesionej gminy Wiszniewice oraz obszary dotychczasowych gromad Bekiesza, Syczyn i Werejce ze zniesionej gminy Olchowiec w tymże powiecie. Dla gromady ustalono 16 członków gromadzkiej rady narodowej.
1 stycznia 1960 do gromady Ludwinów włączono wieś i kolonię Kulik ze zniesionej gromady Kulik w tymże powiecie.
31 grudnia 1961 z gromady Ludwinów wyłączono wieś i kolonię Kulik, włączając je do gromady Siedliszcze w tymże powiecie, po czym gromadę Ludwinów zniesiono 1 stycznia 1962, włączając jej pozostały obszar do gromad Cyców (wsie Ludwinów, Bekiesza i Sewerynów oraz wieś i kolonię Stawek) i Wierzbica (wieś i kolonię Syczyn oraz kolonię Werejce) w tymże powiecie.